# تانفوگیلو
تانفوگیلو (انگلیسی: Tanfoglio) شرکت صنایع جنگ‌افزاری ایتالیایی است، که در سال ۱۹۴۰ تأسیس شد.